# Copris sierrensis
Copris sierrensis är en skalbaggsart som beskrevs av Matthews 1961. Copris sierrensis ingår i släktet Copris och familjen bladhorningar. Inga underarter finns listade i Catalogue of Life.